# Pseudastur
Pseudastur G.R.Gray, 1849 è un genere di uccelli rapaci della famiglia Accipitridae, diffusi nel Nuovo Mondo.

## Tassonomia
Il genere comprende le seguenti specie:
- Pseudastur polionotus (Kaup, 1847) - poiana mantellata
- Pseudastur albicollis (Latham, 1790) - poiana bianca
- Pseudastur occidentalis (Salvin, 1876) - poiana dorsogrigio